# Kiržač (fiume)
Il Kiržač (in russo Киржа́ч?) è un fiume della Russia europea, affluente di sinistra della Kljaz'ma. Nel corso superiore, prima della confluenza con Malyj Kiržač, si chiama Bol'šoj Kiržač. Scorre nei rajon Kiržačskij e Petušinskij dell'Oblast' di Vladimir e nell'Orechovo-Zuevskij rajon dell'Oblast di Mosca.

## Descrizione
Il fiume ha la sua sorgente a un'altezza di 137 m e scorre nella pianura Meščëra in direzione meridionale, l'altezza della foce è di 116,5 metri. La valle del fiume è formata da una pianura alluvionale dell'Olocene e due terrazze del basso Pleistocene superiore. È un tipico fiume piatto con poca pendenza, una corrente lenta e una grande tortuosità del canale. Attraversa la città di Kiržač. Il fiume ha una lunghezza di 133 km. L'area del suo bacino è di 1 770 km². Sfocia nella Kljaz'ma a 459 km dalla foce, qualche chilometro a valle della città di Orechovo-Zuevo.
Il fiume è gelato da novembre fino ad aprile.